# Omar Ayuso
Omar Ayuso (Madrid, 26 de março de 1998) é um ator espanhol. Tornou-se conhecido ao interpretar Omar Shanaa, na série Original Netflix Élite.

## Início de vida e educação
Ayuso nasceu em Madri, no dia 26 de março de 1998, crescendo em Manzanares el Real. Depois de assistir Má Educação quando criança, interessou-se pela carreira de ator e diretor. Ayuso estuda comunicação audiovisual na Universidade Carlos III de Madrid.

## Carreira
Ele começou a carreira aos 17 anos na série El Continental - série produzida pela Televisa. 
Omar ganhou reconhecimento após viver Omar Shanaa em Élite, série do serviço stream da Netflix. Ele não era ator até ser descoberto por um produtor da série que procurava por um jovem muçulmano para interpretar o irmão de Nadia. O jovem topou o desafio e se tornou um dos personagens mais queridos pelo público. O ator já foi confirmado na segunda temporada da série que tem estreia marcada para setembro de 2019.
Em 2019, Ayuso atuou em três curta-metragem incluindo Maras de Salvador Calvo, Ráfagas de vida salvaje por Jorge Cantos e Disseminare de Jools Beardon.
Em janeiro de 2020, Omar participou do clipe de Juro Que da cantora e compositora Rosalía. 

## Filmografia

### Filmes
| Ano  | Título                   | Papel          | Notas          |
| ---- | ------------------------ | -------------- | -------------- |
| 2019 | Maras                    | Não mencionado | Curta-metragem |
| 2019 | Ráfalgas de Vida Salvaje | Luíso          | Curta-metragem |
| 2019 | Disseminare              | Denzo          | Curta-metragem |
| 2021 | La Tarotista             | Ele mesmo      | Curta-metragem |

### Séries e Televisão
| Ano         | Título                  | Papel          | Notas                                              |
| ----------- | ----------------------- | -------------- | -------------------------------------------------- |
| 2018        | El Continental          | Não mencionado | Recorrente (1 episódio)                            |
| 2018 – 2021 | Élite                   | Omar Shanaa    | Elenco Principal (40 episódios, 1ª – 4ª Temporada) |
| 2021        | Élite: histórias breves | Omar Shanaa    | Elenco Principal (7 episódios, 1ª Temporada)       |

### Vídeos Musicais
| Ano  | Título                                     | Papel          | Notas  |
| ---- | ------------------------------------------ | -------------- | ------ |
| 2020 | "Juro que" (Rosalía)                       | Não mencionado | [ 11 ] |
| 2021 | "Famoso en tres calles" (Carolina Durante) | Não mencionado |        |

## Ligações Externas
Omar Ayuso. no IMDb. 
-->
Omar Ayuso no Instagram